# Barrio San José, Matlapa
Barrio San José är en ort i Mexiko.   Den ligger i kommunen Matlapa och delstaten San Luis Potosí, i den sydöstra delen av landet, 220 km norr om huvudstaden Mexico City. Barrio San José ligger 125 meter över havet och antalet invånare är 393.
Terrängen runt Barrio San José är huvudsakligen kuperad, men norrut är den platt. Runt Barrio San José är det ganska tätbefolkat, med 179 invånare per kvadratkilometer. Närmaste större samhälle är Tamazunchale, 11,5 km söder om Barrio San José. Omgivningarna runt Barrio San José är en mosaik av jordbruksmark och naturlig växtlighet.